# Sony Ericsson Xperia Play
Sony Ericsson Xperia Play, tên mã Zeus, là một thiết bị chơi game cầm tay, điện thoại thông minh do Sony Ericsson phát triển. Thuộc dòng điện thoại thông minh Xperia chạy Android 2.3 (Gingerbread), thiết bị này sẽ là một phần của chương trình PlayStation Certified đồng nghĩa với việc nó sẽ có khả năng chơi các trò chơi PlayStation Suite.
Thiết bị này được lộ diện chính thức trong một quảng cáo của Super Bowl vào ngày Chủ nhật, 6 tháng 2 năm 2011. Một số chi tiết khác sẽ được Sony Ericsson công bố vào ngày 13 tháng 2 năm 2011, ra mắt vào tháng 3 năm 2011. Ở Anh, O2, Vodafone, Orange và T-Mobile khẳng định họ có ý định đặt hàng sau dịp tháng 4 năm 2011.
Trang công nghệ Engadget đã công bố một số bức ảnh rò rỉ của thiết bị vào tháng 8 năm 2010.